# Ice Age (игра)
Ice Age — игра в жанре платформера по мотивам медиафраншизы «Ледниковый период», разработанная студией Artificial Mind and Movement и изданная компанией Ubi Soft в 2002 году для платформы Game Boy Advance. Выход игры был приурочен к премьере одноимённого мультфильма, сюжет которого лёг в её основу. Мамонт Мэнни, ленивец Сид и саблезубый тигр Диего находят человеческого ребёнка по имени Рошан, после чего отправляются на поиски его семьи. Игра получила смешанные, преимущественно негативные отзывы от критиков. В 2006 году вышел её сиквел Ice Age 2: The Meltdown.

## Игровой процесс

Скриншот из игры. Мэнни бросает в противника грецкий орех, чтобы расчистить себе путь

Ice Age — двухмерный сайд-скроллер в жанре платформера с элементами экшена и головоломки. Игрок управляет двумя персонажами — мамонтом Мэнни и ленивцем Сидом. Протагонисты передвигаются по земле и преодолевают препятствия при помощи обычного и двойного прыжков. Их продвижение осложняют разрушающиеся каменные столбы и платформы, часть из которых рассыпается под ногами, что может привести к падению в пропасть. Также на пути героев встречаются различные враждебно настроенные первобытные животные и насекомые, такие как дронты, дикобразы и пчёлы, и представляющие угрозу части окружающие среды — сталактиты и магма. Тем не менее, не все животные причиняют вред Мэнни и Сиду, в частности скунс выделяет остро пахнущий газ, после вдыхания которого протагонисты могут перелететь через препятствия. Избежать получение урона Мэнни позволяет его большая физическая сила: он может отбиваться от врагов своим хоботом, а также втаптывать их в землю мощными прыжками. Сид же может атаковать врагов при вращении на большой скорости.
Игра состоит из 10 уровней, события которых разворачиваются в различных местностях, где преобладают лёд, вода или лава; 7 из них отведены Мэнни, а оставшиеся 3 — Сиду. В конце каждого уровня игрок получает шестизначный пароль, используемые для сохранения игры. По мере прохождения персонажи собирают жёлуди, которые выполняют роль очков здоровья: каждый раз, когда персонаж получает удар, он теряет один жёлудь, а после полного истощения запаса возвращается в начало части уровня, в которой он получил смертельное ранение. Некоторые жёлуди парят в воздухе на большой высоте, недосягаемой для обычных прыжков, однако у персонажей есть возможность достать их путём отталкивания от вражеских животных. В отдельных случаях Мэнни необходимо совершить двойной прыжок, чтобы перевернуть противника и использовать его словно батут. Кроме того, Рошан может подпрыгивать на спине Мэнни и самостоятельно подбирать припасы. Периодически путь мамонта преграждают спящие носороги и мухи, которых необходимо столкнуть в пропасть или нейтрализовать с помощью огромных грецких орехов. Уровни Сида находятся в постоянном движении, из-за чего игроку необходимо непрерывно управлять персонажем, так как если тот попадёт за пределы левой стороны экрана миссия начнётся сначала. В то же время на этих уровнях есть несколько контрольных точек, расположенные рядом с саблезубым тигром Диего.

## Разработка и выпуск
В январе 2002 года компания Ubi Soft Entertainment заключила соглашение с 20th Century Fox о издании игры по мотивам готовящегося к выходу анимационного фильма «Ледниковый период» студии Blue Sky. Разработкой проекта для платформы Game Boy Advance занималась студия Artificial Mind and Movement, известная по играм Jersey Devil 1997 года и Bugs Bunny: Lost in Time 1999 года для игровой системы PlayStation. В том же месяце были опубликованы первые скриншоты, раскрывающие детали игрового процесса. Выход Ice Age состоялся в марте 2002 года, совпав с премьерой одноимённого мультфильма.

## Восприятие
| Сводный рейтинг    | Сводный рейтинг |
| Агрегатор          | Оценка          |
| ------------------ | --------------- |
| GameRankings       | 46,00 %         |
| Metacritic         | 47/100          |
| Иноязычные издания |                 |
| Издание            | Оценка          |
| GameSpot           | 3,3/10          |
| GameSpy            | 48/100          |
| GameZone           | 6,9/10          |
| IGN                | 4,5/10          |
| Jeuxvideo.com      | 10/20           |
| Nintendo Power     | 2,2/5           |
| Play (UK)          | 3/5             |

Игра получила смешанные, преимущественно негативные отзывы от критиков. На сайте-агрегаторе рецензий Metacritic она имеет 47 баллов из 100.
Рассматривая игру в рецензии для GameZone, Аннис Холлингсхед выделил следующие сильные стороны: красивую графику, воспроизводящую художественный стиль мультфильма и приятную музыку. Рецензент пришёл к выводу, что у игры был потенциал, однако разработчики не смогли раскрыть его в полной мере. По мнению Холлингсхеда, из-за слишком чувствительных к приближению протагонистов врагов и ускоренного игрового процесса игра скорее держит в напряжении, чем приносит удовольствие. Рецензент журнала Play назвал Ice Age «захватывающей» игрой, несмотря на однообразный игровой процесс. В своём обзоре для немецкого сайта MAN!AC / M! Games Ульрих Степпбергер похвалил музыку и задние фоны. Рецензент французского игрового сайта Jeuxvideo.com напротив остался недоволен детализацией пейзажей, однако счёл графику приемлемой. Саму игру он порекомендовал любителям платформеров наподобие Super Mario World 2. По мнению редакции Nintendo Power, Ice Age может понравиться неопытным игрокам благодаря своему первобытному сеттингу, игровому процессу с упором на прыжки и труднодоступным коллекционным предметам. GamerWeb также посоветовал её в качестве подарка для ребёнка. GameSpy заявил, что Ice Age не стоила своих денег, однако могла бы сгодиться как игра на прокат.
Крэйг Харрис из IGN раскритиковал Ice Age за плохую графику, примитивный дизайн локаций и простое прохождение. С другой стороны, он отметил, что разработчики усложнили миссии «прыжками веры», которые необходимо совершать игроку, когда зона приземления находится вне поля его зрения, из-за чего персонажи могут упасть в скрытые пропасти. Также рецензент сетовал на небольшую продолжительности игры, отметив, что «её можно пройти за время между начальными и заключительными титрами фильма» и «даже маленькие дети могут завершить все десять уровней до того, как растает кубик льда». По мнению рецензента GameSpot Тима Трейси, у Ice Age нет примечательных визуальной и звуковой составляющих, запоминающихся мелодий и качественных моделей персонажей. Трейси не понравился тот факт, что игра проходится методом проб и ошибок, вынуждая игрока возвращаться к одним и тем же этапам, чтобы запомнить расположение врагов и препятствий. Рецензент Game-Over! заявил, что игра не выполнила свою основную задачу — у него не возникло желания отправиться в кинотеатр и посмотреть одноимённый мультфильм. Electric Playground посоветовал потенциальным игрокам воздержаться от её покупки и дождаться выхода мультфильма на DVD.